# Ahuitzotl
Ahuitzotl (āhuitzotl, udtalt [aːˈwitsotɬ]) var aztekernes ottende hersker, Tlatoani af Tenochtitlan. Han var ansvarlig for en stor del af rigets udvidelse omkring det område, der i dag er Mexico. Dette var desuden en form for magtdemonstration efter sin svagere forgænger. Han kom til magten som Tlatoani i Kaninens 7. år (1486), efter sin forgænger Tízoc's død.
Han var muligvis den største militære leder af det Præcolumbianskske Mesoamerika, og begyndte sin periode ved at undertrykke et Huastecs oprør, og snarligt efter mere end fordoblede arealer under Aztekisk styre. Han erobrede områder fra Mixtec, Zapotec og andre folkeslag langs (nuværende) Mexicos stillehavskyst ned til den vestlige del af Guatemala. Ahuitzotl styrede desuden en større genopbygning af Tenochtitlan inkluderende en udvidelse af Templo Mayor i 1487.
Ahuitzotl døde Kaninens 10. år (1502) og blev efterfulgt af sin nevø Moctezuma II.
Han tog sit navn fra væsenet Ahuitzotl, men tilsyneladende blev denne af aztekerne betragtet som et selvstændigt væsen og ikke blot en myte, der repræsenterede deres hersker.